# Weltmeisterschaften im Gewichtheben 1987
Die 1. Weltmeisterschaften im Gewichtheben der Frauen fanden vom 30. Oktober bis 1. November 1987 in der US-amerikanischen Stadt Daytona Beach statt, während die 61. Weltmeisterschaften im Gewichtheben der Männer vom 6. bis 13. September 1987 in der tschechoslowakischen Stadt Ostrava ausgetragen wurden. An den von der International Weightlifting Federation (IWF) im Zweikampf (Reißen und Stoßen) organisierten Wettkämpfen nahmen 100 Gewichtheberinnen aus 22 Nationen und 168 Gewichtheber aus 29 Nationen teil.

## Medaillengewinner

### Männer

#### Klasse bis 52 Kilogramm
| Disziplin | Gold             | Gold     | Silber           | Silber   | Bronze          | Bronze   |
| --------- | ---------------- | -------- | ---------------- | -------- | --------------- | -------- |
| Reißen    | Sewdalin Marinow | 115,0 kg | He Zhuoqiang     | 112,5 kg | Jacek Gutowski  | 112,5 kg |
| Stoßen    | He Zhuoqiang     | 147,5 kg | Sewdalin Marinow | 147,5 kg | Chun Byung-Kwan | 135,0 kg |
| Zweikampf | Sewdalin Marinow | 262,5 kg | He Zhuoqiang     | 260,0 kg | Jacek Gutowski  | 247,5 kg |

#### Klasse bis 56 Kilogramm
| Disziplin | Gold           | Gold     | Silber         | Silber   | Bronze      | Bronze   |
| --------- | -------------- | -------- | -------------- | -------- | ----------- | -------- |
| Reißen    | Liu Shoubin    | 130,0 kg | Neno Tersijski | 125,0 kg | Ri Jae-son  | 120,0 kg |
| Stoßen    | Neno Tersijski | 162,5 kg | He Yingqiang   | 160,0 kg | Liu Shoubin | 145,0 kg |
| Zweikampf | Neno Tersijski | 287,5 kg | Liu Shoubin    | 275,0 kg | Ri Jae-son  | 265,0 kg |

#### Klasse bis 60 Kilogramm
| Disziplin | Gold           | Gold     | Silber          | Silber   | Bronze          | Bronze   |
| --------- | -------------- | -------- | --------------- | -------- | --------------- | -------- |
| Reißen    | Stefan Topurov | 140,0 kg | Jurik Sarkisjan | 137,5 kg | Oksen Mirzoyan  | 135,0 kg |
| Stoßen    | Stefan Topurov | 175,0 kg | Oksen Mirzoyan  | 170,0 kg | Jurik Sarkisjan | 170,0 kg |
| Zweikampf | Stefan Topurov | 315,0 kg | Jurik Sarkisjan | 307,5 kg | Oksen Mirzoyan  | 305,0 kg |

#### Klasse bis 67,5 Kilogramm
| Disziplin | Gold           | Gold     | Silber       | Silber   | Bronze             | Bronze   |
| --------- | -------------- | -------- | ------------ | -------- | ------------------ | -------- |
| Reißen    | Michail Petrow | 155,0 kg | Andreas Behm | 150,0 kg | Israjel Militosjan | 150,0 kg |
| Stoßen    | Michail Petrow | 195,0 kg | Andreas Behm | 190,0 kg | Israjel Militosjan | 185,0 kg |
| Zweikampf | Michail Petrow | 350,0 kg | Andreas Behm | 340,0 kg | Israjel Militosjan | 335,0 kg |

#### Klasse bis 75 Kilogramm
| Disziplin | Gold             | Gold     | Silber             | Silber   | Bronze             | Bronze   |
| --------- | ---------------- | -------- | ------------------ | -------- | ------------------ | -------- |
| Reißen    | Borislav Gidikov | 167,5 kg | Cai Yanshu         | 162,5 kg | Alexander Warbanow | 160,0 kg |
| Stoßen    | Borislav Gidikov | 207,5 kg | Alexander Warbanow | 205,0 kg | Andrei Socaci      | 200,0 kg |
| Zweikampf | Borislav Gidikov | 375,0 kg | Alexander Warbanow | 365,0 kg | Ingo Steinhöfel    | 345,0 kg |

#### Klasse bis 82,5 Kilogramm
| Disziplin | Gold         | Gold     | Silber       | Silber   | Bronze           | Bronze   |
| --------- | ------------ | -------- | ------------ | -------- | ---------------- | -------- |
| Reißen    | László Barsi | 180,0 kg | Sergei Li    | 172,5 kg | Assen Slatew     | 170,0 kg |
| Stoßen    | Sergei Li    | 210,0 kg | László Barsi | 210,0 kg | Constantin Urdaș | 205,0 kg |
| Zweikampf | László Barsi | 390,0 kg | Sergei Li    | 382,5 kg | Assen Slatew     | 375,0 kg |

#### Klasse bis 90 Kilogramm
| Disziplin | Gold             | Gold     | Silber           | Silber   | Bronze           | Bronze   |
| --------- | ---------------- | -------- | ---------------- | -------- | ---------------- | -------- |
| Reißen    | Iwan Tschakarow  | 187,5 kg | Anatoli Chrapaty | 185,0 kg | Sławomir Zawada  | 180,0 kg |
| Stoßen    | Anatoli Chrapaty | 232,5 kg | Iwan Tschakarow  | 225,0 kg | Sergey Chernenko | 220,0 kg |
| Zweikampf | Anatoli Chrapaty | 417,5 kg | Iwan Tschakarow  | 412,5 kg | Sławomir Zawada  | 395,0 kg |

#### Klasse bis 100 Kilogramm
| Disziplin | Gold           | Gold     | Silber         | Silber   | Bronze       | Bronze   |
| --------- | -------------- | -------- | -------------- | -------- | ------------ | -------- |
| Reißen    | Nicu Vlad      | 192,5 kg | Pawel Kusnezow | 192,5 kg | Andor Szanyi | 185,0 kg |
| Stoßen    | Pawel Kusnezow | 230,0 kg | Nicu Vlad      | 227,5 kg | Ronny Weller | 225,0 kg |
| Zweikampf | Pawel Kusnezow | 422,5 kg | Nicu Vlad      | 420,0 kg | Andor Szanyi | 407,5 kg |

#### Klasse bis 110 Kilogramm
| Disziplin | Gold               | Gold     | Silber         | Silber   | Bronze         | Bronze   |
| --------- | ------------------ | -------- | -------------- | -------- | -------------- | -------- |
| Reißen    | Juri Sacharewitsch | 202,5 kg | József Jacsó   | 190,0 kg | Anton Baraniak | 185,0 kg |
| Stoßen    | Juri Sacharewitsch | 242,5 kg | Detelin Petrov | 230,0 kg | Anton Baraniak | 230,0 kg |
| Zweikampf | Juri Sacharewitsch | 445,0 kg | József Jacsó   | 415,0 kg | Anton Baraniak | 415,0 kg |

#### Klasse über 110 Kilogramm
| Disziplin | Gold                | Gold     | Silber              | Silber   | Bronze            | Bronze   |
| --------- | ------------------- | -------- | ------------------- | -------- | ----------------- | -------- |
| Reißen    | Antonio Krastew     | 215,0 kg | Aleksandr Kurlovich | 212,5 kg | Leonid Taranenko  | 202,5 kg |
| Stoßen    | Leonid Taranenko    | 265,0 kg | Aleksandr Kurlovich | 260,0 kg | Manfred Nerlinger | 255,0 kg |
| Zweikampf | Aleksandr Kurlovich | 472,5 kg | Leonid Taranenko    | 467,5 kg | Antonio Krastew   | 460,0 kg |

### Frauen

#### Klasse bis 44 Kilogramm
| Disziplin | Gold        | Gold     | Silber      | Silber   | Bronze       | Bronze   |
| --------- | ----------- | -------- | ----------- | -------- | ------------ | -------- |
| Reißen    | Cai Jun     | 70,0 kg  | Chen Aizhen | 62,5 kg  | Sibby Harris | 50,0 kg  |
| Stoßen    | Chen Aizhen | 75,0 kg  | Cai Jun     | 75,0 kg  | Sibby Harris | 65,0 kg  |
| Zweikampf | Cai Jun     | 145,0 kg | Chen Aizhen | 137,5 kg | Sibby Harris | 115,0 kg |

#### Klasse bis 48 Kilogramm
| Disziplin | Gold         | Gold     | Silber     | Silber   | Bronze       | Bronze   |
| --------- | ------------ | -------- | ---------- | -------- | ------------ | -------- |
| Reißen    | Huang Xiaoyu | 75,0 kg  | Robin Byrd | 62,5 kg  | Sandra Gómez | 52,5 kg  |
| Stoßen    | Huang Xiaoyu | 95,0 kg  | Robin Byrd | 75,0 kg  | Sandra Gómez | 70,0 kg  |
| Zweikampf | Huang Xiaoyu | 170,0 kg | Robin Byrd | 137,5 kg | Sandra Gómez | 122,5 kg |

#### Klasse bis 52 Kilogramm
| Disziplin | Gold         | Gold     | Silber                | Silber   | Bronze           | Bronze   |
| --------- | ------------ | -------- | --------------------- | -------- | ---------------- | -------- |
| Reißen    | Yan Zhangqun | 67,5 kg  | Margarita Babadzanova | 65,0 kg  | Rachel Silverman | 55,0 kg  |
| Stoßen    | Yan Zhangqun | 90,0 kg  | Margarita Babadzanova | 82,5 kg  | Rachel Silverman | 77,5 kg  |
| Zweikampf | Yan Zhangqun | 157,5 kg | Margarita Babadzanova | 147,5 kg | Rachel Silverman | 132,5 kg |

#### Klasse bis 56 Kilogramm
| Disziplin | Gold       | Gold     | Silber         | Silber   | Bronze          | Bronze   |
| --------- | ---------- | -------- | -------------- | -------- | --------------- | -------- |
| Reißen    | Cui Aihong | 75,0 kg  | Won Soon-yi    | 65,0 kg  | Stéphanie Genna | 62,5 kg  |
| Stoßen    | Cui Aihong | 85,0 kg  | Marie Forteath | 80,0 kg  | Stéphanie Genna | 80,0 kg  |
| Zweikampf | Cui Aihong | 160,0 kg | Won Soon-yi    | 145,0 kg | Stéphanie Genna | 142,5 kg |

#### Klasse bis 60 Kilogramm
| Disziplin | Gold         | Gold     | Silber             | Silber   | Bronze             | Bronze   |
| --------- | ------------ | -------- | ------------------ | -------- | ------------------ | -------- |
| Reißen    | Zeng Xinling | 75,0 kg  | Gabriela Dimitrova | 75,0 kg  | Ibolya Torma       | 72,5 kg  |
| Stoßen    | Zeng Xinling | 105,0 kg | Ibolya Torma       | 100,0 kg | Gabriela Dimitrova | 92,5 kg  |
| Zweikampf | Zeng Xinling | 180,0 kg | Ibolya Torma       | 172,5 kg | Gabriela Dimitrova | 167,5 kg |

#### Klasse bis 67,5 Kilogramm
| Disziplin | Gold         | Gold     | Silber        | Silber   | Bronze        | Bronze   |
| --------- | ------------ | -------- | ------------- | -------- | ------------- | -------- |
| Reißen    | Arlys Kovach | 80,0 kg  | Senka Asenova | 80,0 kg  | Gao Lijuan    | 77,5 kg  |
| Stoßen    | Gao Lijuan   | 102,5 kg | Jeanette Rose | 100,0 kg | Arlys Kovach  | 100,0 kg |
| Zweikampf | Gao Lijuan   | 180,0 kg | Arlys Kovach  | 180,0 kg | Senka Asenova | 180,0 kg |

#### Klasse bis 75 Kilogramm
| Disziplin | Gold            | Gold     | Silber       | Silber   | Bronze          | Bronze   |
| --------- | --------------- | -------- | ------------ | -------- | --------------- | -------- |
| Reißen    | Tanya Dimitrova | 92,5 kg  | Li Hongling  | 90,0 kg  | Mária Takács    | 87,5 kg  |
| Stoßen    | Li Hongling     | 120,0 kg | Mária Takács | 117,5 kg | Tanya Dimitrova | 102,5 kg |
| Zweikampf | Li Hongling     | 210,0 kg | Mária Takács | 205,0 kg | Tanya Dimitrova | 195,0 kg |

#### Klasse bis 82,5 Kilogramm
| Disziplin | Gold           | Gold     | Silber       | Silber   | Bronze           | Bronze   |
| --------- | -------------- | -------- | ------------ | -------- | ---------------- | -------- |
| Reißen    | Karyn Marshall | 95,0 kg  | Erika Takács | 90,0 kg  | Milena Mileskova | 90,0 kg  |
| Stoßen    | Karyn Marshall | 125,0 kg | Erika Takács | 117,5 kg | Judy Oakes       | 112,5 kg |
| Zweikampf | Karyn Marshall | 220,0 kg | Erika Takács | 207,5 kg | Milena Mileskova | 202,5 kg |

#### Klasse über 82,5 Kilogramm
| Disziplin | Gold         | Gold     | Silber     | Silber   | Bronze           | Bronze   |
| --------- | ------------ | -------- | ---------- | -------- | ---------------- | -------- |
| Reißen    | Han Changmei | 90,0 kg  | Becky Levi | 87,5 kg  | Snejana Vasileva | 85,0 kg  |
| Stoßen    | Han Changmei | 120,0 kg | Becky Levi | 110,0 kg | Snejana Vasileva | 100,0 kg |
| Zweikampf | Han Changmei | 210,0 kg | Becky Levi | 197,5 kg | Snejana Vasileva | 185,0 kg |